# Tlacotépetl
Tlacotépetl är en ort i Mexiko.   Den ligger i kommunen Eloxochitlán och delstaten Puebla, i den sydöstra delen av landet, 250 km öster om huvudstaden Mexico City. Tlacotépetl ligger 1 312 meter över havet och antalet invånare är 253.
Terrängen runt Tlacotépetl är huvudsakligen bergig, men åt sydväst är den kuperad. Terrängen runt Tlacotépetl sluttar brant österut. Runt Tlacotépetl är det ganska tätbefolkat, med 144 invånare per kvadratkilometer. Närmaste större samhälle är Zongolica, 13,8 km norr om Tlacotépetl. I omgivningarna runt Tlacotépetl växer i huvudsak städsegrön lövskog.